# De held van het eiland
De held van het eiland is een hoorspel van Alain Teister. De AVRO zond het uit op donderdag 4 november 1971, van 21:25 uur tot 22:30 uur. De regisseur was Jacques Besançon.

## Rolbezetting
- Willem Wagter (de schrijver Jacob van der Sloot)
- Tom van Beek (zijn vriend Bert)
- Wiesje Backer (zijn vriendin Nanda)
- Ansje Buys (zijn vriendin Yvonne)
- Fons Eyckholt (de barkeeper Henk)
- Jacques Boersma (een stem)

## Inhoud
In dit hoorspel, dat in opdracht van de AVRO werd geschreven, wordt de hoofdfiguur, een schrijver, nogal zwaar geteisterd in zijn liefdeleven. Maar al te zwaar tilt hij er ook niet aan. Hij is meer een speelbal van zijn gevoelens in het zonnige Ibiza, ver van zijn vriendin die hij voor twee maanden heeft achtergelaten om ongestoord aan zijn boek te kunnen werken. De weg naar de hel wordt echter geplaveid met goede voornemens: hij ontmoet de 17-jarige Yvonne, op wie hij smoorverliefd wordt…